# 프로그레스 퀘스트
《프로그레스 퀘스트》(Progress Quest)는 《에버퀘스트》를 비롯한 대규모 다중 사용자 온라인 롤플레잉 게임(MMORPG)을 패러디한 윈도우용 컴퓨터 게임으로, 2002년 에릭 프레드릭센이 공개했다. 이 게임은 플레이어가 한 번 자신의 인공 캐릭터를 설정하고 나면 상호작용할 요소가 전혀 없어서 플레이어가 없는 게임으로 볼 수 있다. 이 게임에선 게임 자체가 스스로를 플레이하며 인간 플레이어는 그것을 구경만 하게 된다.

## 게임 방식
《프로그레스 퀘스트》는 《에버퀘스트》를 비롯한 여러 컴퓨터 롤플레잉 게임이 가진 지루한 게임플레이를 패러디하고 있다. 《에버퀘스트》는 플레이어가 전투에 들어가기 전에 버튼 하나만 누르면 그저 지켜보는 것 외에는 별로 할 것이 없는 전투 시스템으로 비판을 받았는데, 《프로그레스 퀘스트》는 "fire-and-forget"(쏘고 나서 잊어버리기)라는 게임플레이 형식을 통해 이를 조롱하고 있다.
새 게임을 시작하면, 플레이어는 캐릭터의 이름과 종족, 클래스를 선택할 수 있다. 캐릭터의 능력치는 힘, 체력, 민첩, 지능, 지혜, 카리스마를 주사위로 굴려 결정한다. 이후 그를 바탕으로 인공지능이 알아서 게임을 진행한다.
게임 진행 화면에는 플레이어 캐릭터가 게임을 얼마나 진행했는지는 보여주는 진행 막대(프로그레스 바)들과 함께 캐릭터의 능력치, 장비, 퀘스트 진행 상황 등이 표시된다. 캐릭터는 경험치와 아이템을 얻고 몬스터들과 조우하며 퀘스트를 진행한다. 아이템을 팔아 캐릭터의 레벨에 맞춰 새 장비를 살 돈을 마련하기도 한다. 여러 개의 퀘스트들을 통해 전체 줄거리를 진행하고, 하나의 장이 완료되면 새로운 장이 추가된다.
캐릭터의 능력치나 장비는 게임플레이에는 전혀 영향을 미치지 않는다. 다만 "힘" 능력치만이 아이템 운송 능력에 영향을 미칠 뿐, 레벨 업 속도에는 직접적으로 영향을 미치지 않는다.

## 기사
1. Morgan Webb (2002년). “Download of the Day: 'Progress Quest'”. 《TechTV》 (영어). 2006년 8월 15일에 원본 문서에서 보존된 문서. 2006년 2월 16일에 확인함.
2. Dan Norton (2002년). “Baking a Progress Quest”. 《Flak Magazine》 (영어). 2006년 2월 8일에 원본 문서에서 보존된 문서. 2006년 2월 16일에 확인함.